# Olle Nyström
Olov Emanuel "Olle" Nyström, född 18 juli 1928, död 18 juli 2002 i Huddinge församling, är en svensk före detta fotbollsspelare med en lång karriär i Hammarby IF, där han senare även var tränare.
Nyström började spela fotboll i Väsby IK innan han som 19-åring kom till AIK 1947. I AIK spelade han dock bara fyra allsvenska matcher säsongen 1947/1948 innan han gick till lokalrivalen Hammarby IF, som då låg i division II. Han var med och tog upp klubben i Allsvenskan 1954/1955 och spelade sedan tre raka allsvenska säsonger innan Hammarby återigen degraderades till säsongen 1957/1958. Efter bara en säsong i division II gick Hammarby, fortfarande med Nyström i laget, åter upp i Allsvenskan, och han spelade därefter sin sista säsong för klubben i Allsvenskan 1959. Sammanlagt blev det 78 allsvenska matcher (inga mål) för Nyström i Hammarby.
År 1954 spelade Nyström en B-landskamp för Sverige, en 0–2-förlust mot Norge på Örjans vall.
Efter den aktiva karriären var Nyström fotbollstränare för sitt Hammarby åren 1973–1974.
Olle Nyström är gravsatt i minneslunden på Huddinge kyrkogård.